# Teatro Bernal
El Teatro Bernal és un equipament teatral situat al carrer Lorca, número 65. d'El Palmar (Murcia). Va ser inaugurat el 24 de juliol de 1910. També s'hi feia cinema. El teatre va rebre el nom del seu fundador Manuel Bernal Gallego. Tenia una capacitat per a 500 espectadors.